# Octave Roumet

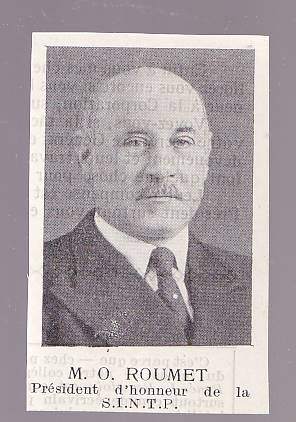

Octave Roumet (né Octave Louis Roumet à Meudon le 3 décembre 1879 et mort à Jouy en Eure-et-Loir le 14 janvier 1953), marchand de timbres-poste français, connu pour avoir appliqué le principe de la vente sur offres en philatélie.
Octave Roumet fonde sa société - la maison Roumet, en 1896 à Paris.  Il s'installe au Passage des Princes en 1900, puis en 1921 rue Saint Lazare et enfin 17 rue Drouot en 1927 ou Il lance sa première vente sur offres.
Il avait découvert ce système lors d'une vente de bois, et il décida de l'appliquer à la vente des timbres-poste, car elle offre l'avantage de permettre aux collectionneurs de province d'y participer (contrairement à une vente aux enchères). 
Les philatélistes les plus illustres ont été clients chez Roumet : George V roi d'Angleterre, le roi Carol II de Roumanie, le roi Farouk d'Égypte, le maréchal Pétain. C'était alors l'une des premières maisons mondiales de philatélie ;  elle reste encore aujourd'hui une référence de premier plan. 
En 2006, la maison Roumet organise sa 500e vente sur offres. Devenue société anonyme, l'entreprise est dirigée ensuite par les héritiers d'Octave : son fils Philippe Roumet depuis 1945, puis son petit-fils - Alexandre Roumet depuis 1980. 
La maison Roumet est également un éditeur philatélique.

### Sources
- Aude Ben-Moha, « Rencontre. Assurer la pérennité avec modernité », entretien avec Alexandre Roumet publié dans l'Écho de la timbrologie no 1798, juillet-août 2006. Le marchand y évoque notamment l'histoire familiale de la société.